# Филаделфия Севънти Сиксърс
„Филаде́лфия Се́вънти Си́ксърс“ („Филаделфия 76ърс“ или Сиксърс) е професионален баскетболен отбор от Филаделфия, САЩ. Състезава се в НБА в Атлантическата дивизия на Източната Конференция. Името „76ers“ е свързано с 1776 година, когато във Филаделфия е подписана Декларацията за независимост на САЩ.

## История
Отборът е основан през 1946 година под името „Сиракюз Нeйшънълс“ (Syracuse Nationals) и до 1963 г. се базира в град Сиракюз (щат Ню Йорк). През 1949 г. отборът преминава в НБА и същата година загубва финала от Минеаполис Лейкърс. Отборът е печелил титлата 3 пъти. Първата победа в шампионата на НБА през 1955 г. е завоювана именно под названието „Сиракюз Нeйшънълс“.
Става клуб на Филаделфия през 1963 г. До 1962 г. във Филаделфия играе отборът „Филаделфия Уориърс“, който след това преминава в Сан Франциско и се преименува на „Сан Франциско Уориърс“, а през 1971 г. се премества в Оукланд (Калифорния), като променя названието си на „Голдън Стейт Уориърс“.
В Сиксърс са играли едни от най-добрите баскетболисти в историята на НБА: Долф Шейес (1948–1964, треньор 1963–1966), Уилт Чембърлейн (1965–1968), Джулиус Ървинг (1976–1987), Моузис Малоун (1982–1986), Чарлз Баркли (1984–1992), Алън Айверсън (1996–2006) и Дикембе Мутомбо (2001–2002). С тях отборът печели най-големите си победи.

## Успехи
- Шампиони на НБА – 3 пъти (1954–55, 1966–67, 1982–83)
- Шампиони на Източната Конференция – 9 пъти (1949–50, 1953–54, 1954–55, 1966–67, 1976–77, 1979–80, 1981–82, 1982–83, 2000–01)
- Шампиони на Атлантическата дивизия – 6 пъти (1976–77, 1977–78, 1982–83, 1989–90, 2000–01, 2020-21)